# Skudenesfjorden
59°6′1.9872″N 5°17′53.365″Ø / 59.100552000°N 5.29815694°Ø
Skudenesfjorden er navnet på den yderste del af Boknafjorden mellem Kvitsøy og Skudeneshavn med Nordsøen i vest; Området ligger i Rogaland fylke i Norge. Fjorden er bred, omtrent 9 km fra Kvitsøy til Skudenes. Længden på fjorden er cirka 15 km ind til området hvor færgeruten mellem Mortavika på Rennesøy og Arsvågen på Bokn krydser Boknafjorden. Fra Mortavika er der også færgeforbindelse til Skudeneshavn over Skudenesfjorden.  
Geitungen fyr ligger på nordsiden af Skudenesfjorden, sydvest for Skudeneshavn. 
På nordsiden går Karmøysundet nordover mellem Karmøy og Bokn. På sydsiden går Kvitsøyfjorden mod syd til Randaberg. I øst fortsætter Boknafjorden videre mod øst. 